# Château de Heeswijk

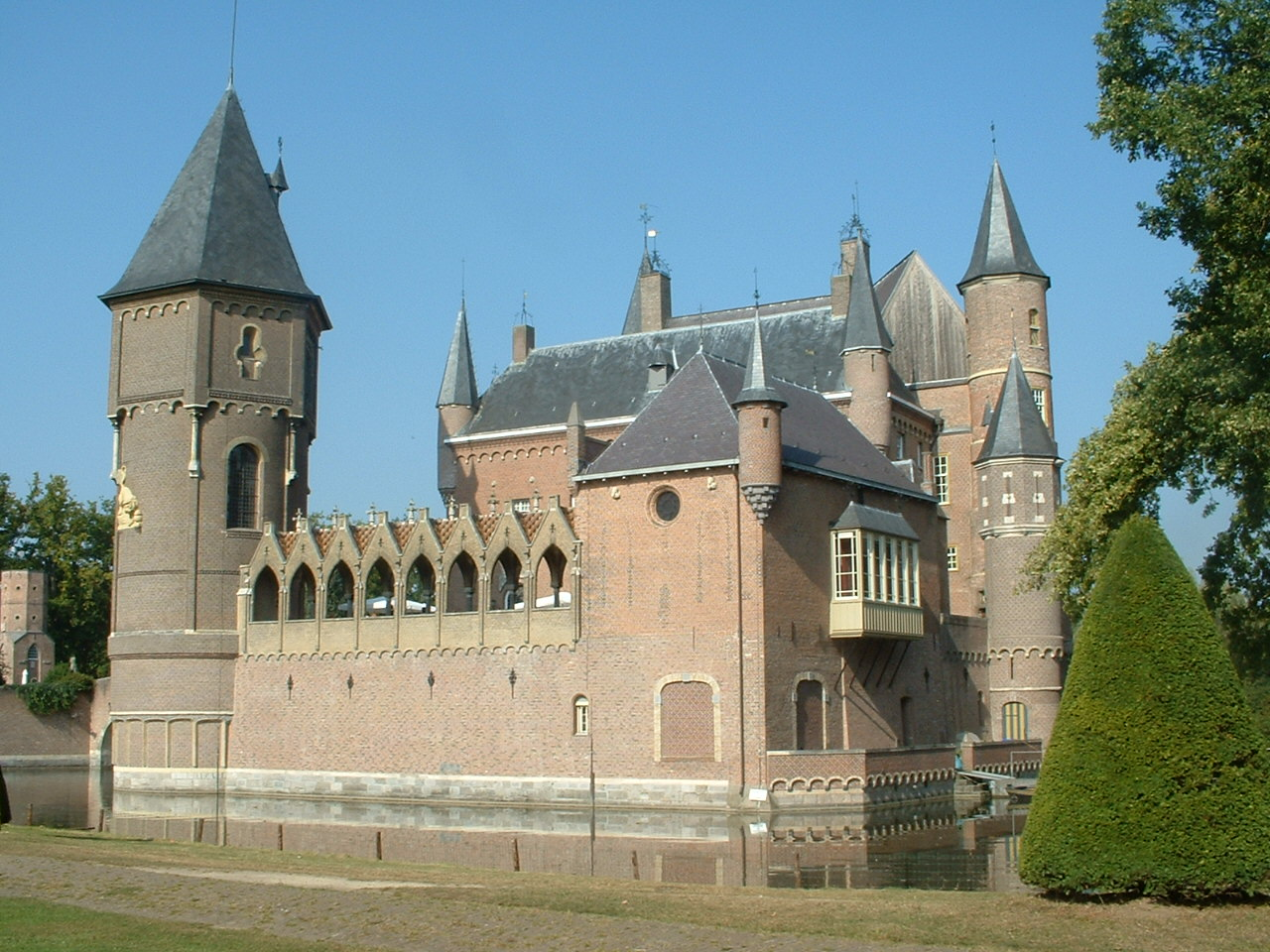
Château de Heeswijk

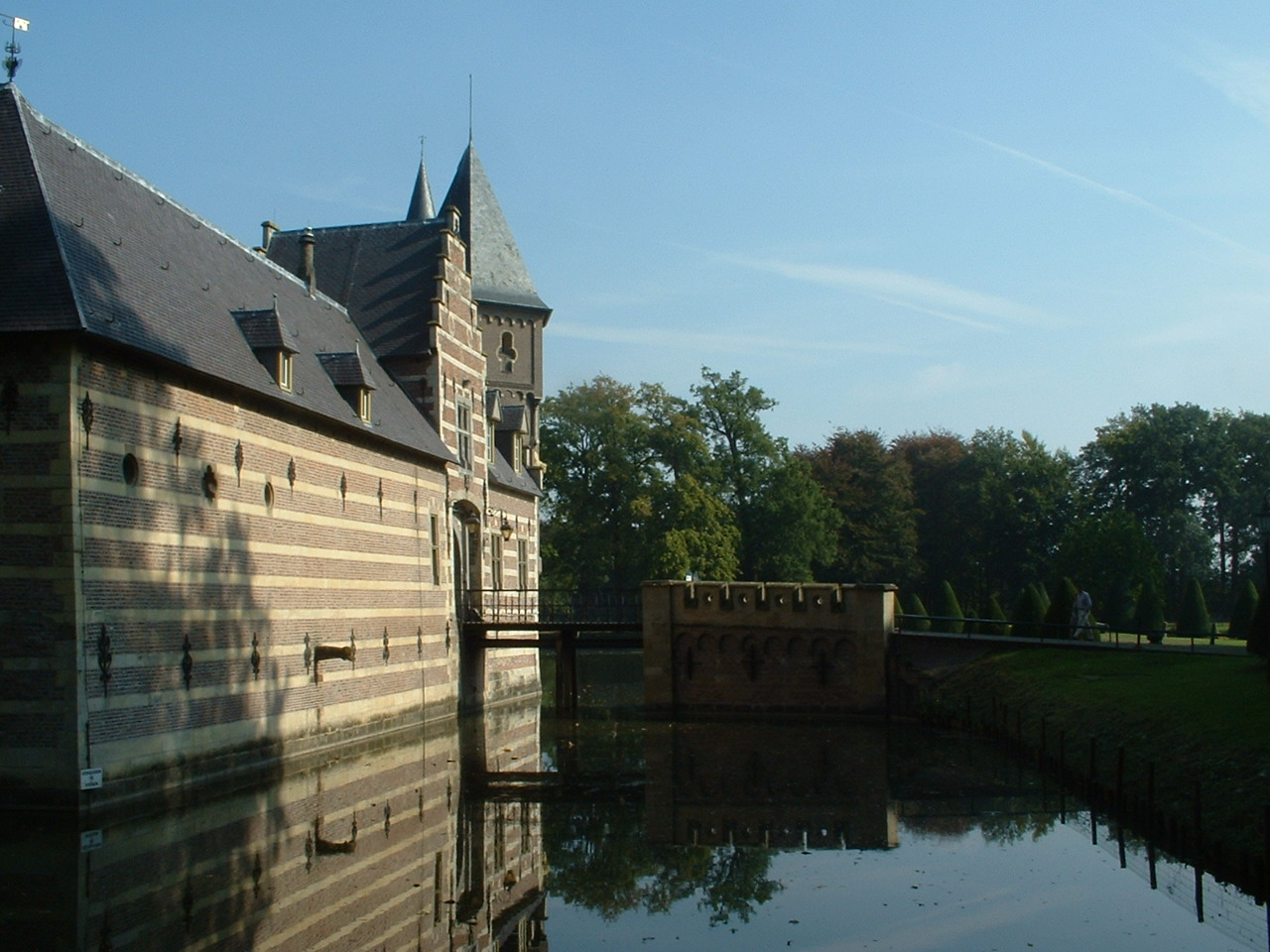
Château de Heeswijk

Le château de Heeswijk est un ancien château entouré de douves près de Heeswijk dans la province néerlandaise du Brabant du Nord. Le château date du XIe siècle .
Dès 1080, un prédécesseur du château actuel, un château dit de motte-and-bailey ou Motte castrale, a été construit. Au cours du Moyen Âge, la motte (colline du château) a été aplanie et un château a été construit à cet emplacement. Le château de Heeswijk a joué une multitude de rôles dans l'histoire. Vers 1600, le prince Maurice de Nassau échoua à deux reprises à prendre le château. Son demi-frère Frederik Hendrik y parvint en 1629, de sorte qu'il put par la suite assiéger Bois-le-Duc. En 1672, le Roi-Soleil Louis XIV s'imposa au château de Heeswijk lors de sa lutte contre les Provinces-Unies. A la fin du XVIIIe siècle, Pichegru, général de la Révolution française dirigé par Napoléon, utilisait le château comme quartier général. En 1835, le gouverneur André Baron van den Bogaerde van Terbrugge acheta le château qui était tombé en ruine et commença immédiatement d'importantes rénovations. Sa vaste collection de peintures, de statues médiévales, d'objets et de curiosités a été poursuivie par ses fils, Louis et Donat, et peut être consultée sur rendez-vous. Pour les besoins de ce « musée », le château a été agrandi avec, entre autres, la salle d'armes et la tour de l'Yser. En 1900, une grande partie de la collection a été vendue aux enchères.

## Utilisation actuelle

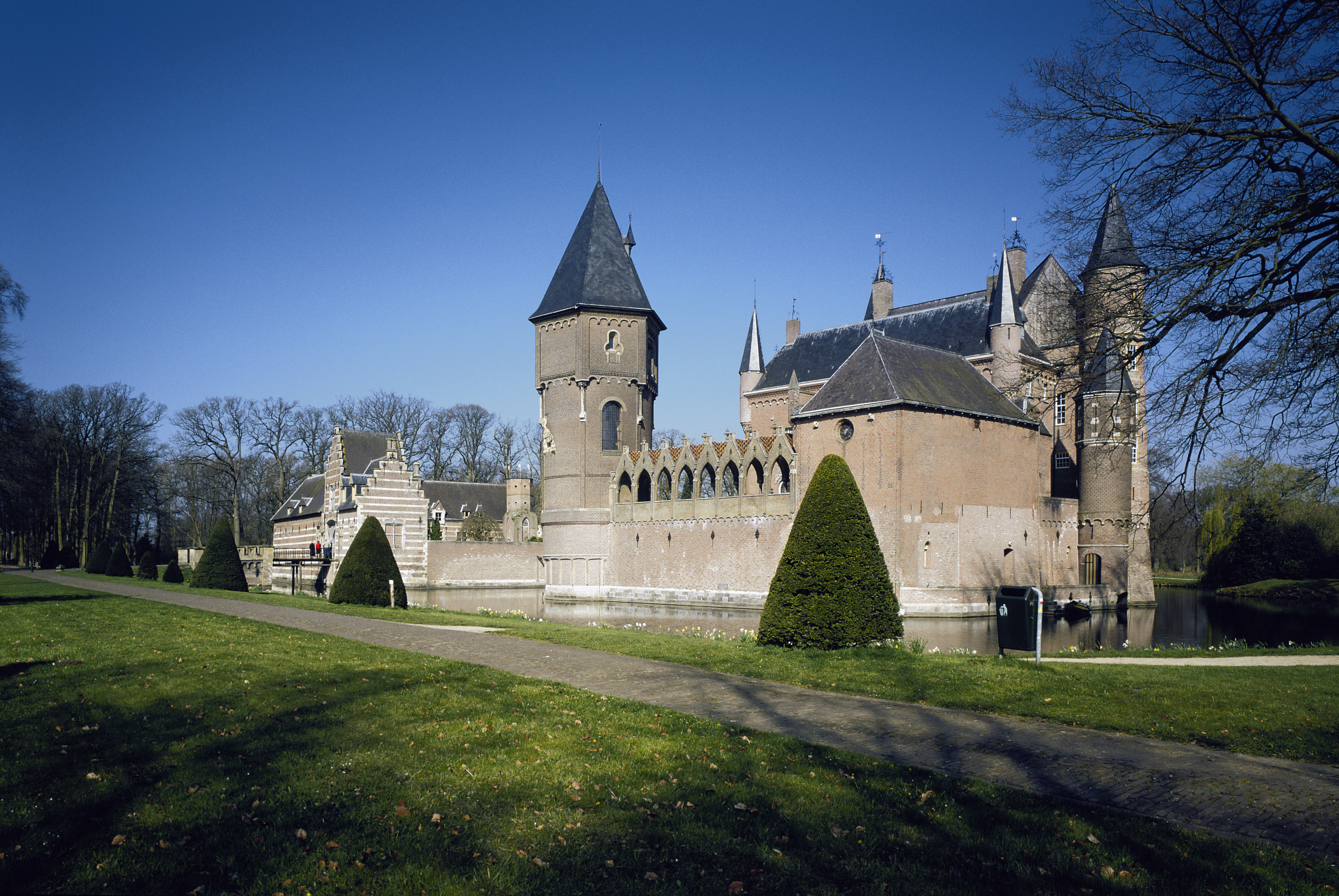
Château de Heeswijk

Willem Van den Bogaerde van Terbrugge, dernier propriétaire, est décédé en 1974. Sa veuve, Albertine Van den Bogaerde van Terbrugge, a créé la Fondation du château de Heeswijk en 1976. Cette fondation est propriétaire à part entière du château depuis 1987. Il n'y a plus d'habitants nobles.
Le château a été restauré pour la dernière fois en 2005. L'actuel musée du château donne une image de la situation de vie et de la tradition de collection du milieu du 19e siècle. L'Armurerie du château sert de lieu de mariage officiel de la commune de Bernheze.

## Volontaires
Grâce aux efforts des bénévoles, le château est ouvert à la visite tous les jours (sauf le lundi) et des visites guidées sont organisées pour les individuels, les groupes et les scolaires. En plus d'une équipe d'éducation, il existe une équipe de Sinterklaas et de décoration qui se compose également exclusivement de bénévoles.

## Résidents
En 1835, le château fut acheté par Andreas van den Bogaerde van Terbrugge et son épouse Eugénie Papeians de Morchoven dit van der Strepen. Ceux-ci et ses descendants sont enterrés dans la tombe familiale dans le cimetière près de la Sint-Willibrorduskerk . Cette tombe a été construite en 1922. En 2007, la dernière descendante de cette famille, la fille adoptive Marie-Louise, est enterrée. Quatorze membres de la famille Van den Bogaerde van Terbrugge y sont enterrés.